# آغاونادزور (رود)
آغاونادزور (به ارمنی: Աղավնաձոր) رودی است در کشورهای ارمنستان که در استان وایوتس‌جور جریان دارد که از رشته‌کوه کارکادار سرچشمه می‌گیرد و به رود آرپا می‌ریزد. طول آن ۱۶ کیلومتر (۹٫۹ مایل) و مساحت حوضه آبخیز (دبی) آن ۲۴ کیلومتر مربع می‌باشد.